# 神奇银锦蛤
神奇银锦蛤（学名：Nuculoma mirifica），是弯锦蛤目银锦蛤科Nuculoma属的一种。主要分布于台湾，常栖息在浅海沙底。